# کولونگا کامینگچکووسکا
کولونگا کامینگچکووسکا (به لهستانی:  Kolonia Kamieńczykowska) یک روستا در لهستان است که در گمینا ستردنگ واقع شده‌است.